# Danny Barnes
Pour les articles homonymes, voir Barnes.
Daniel Barnes (né le 21 octobre 1989 à Manhasset, New York, États-Unis) est un ancien lanceur de relève droitier de la Ligue majeure de baseball.

## Carrière
Joueur des Tigers de l'université de Princeton, Danny Barnes est choisi par les Blue Jays de Toronto au 35e tour de sélection du repêchage de 2010.
Il fait ses débuts dans le baseball majeur avec Toronto le 2 août 2016.